# Denir
Adenir Silva (Santo Antônio de Pádua, 20 de setembro de 1948 — Rio de Janeiro, 1 de janeiro de 2024), mais conhecido como Denir, foi massagista do Flamengo e da Seleção Brasileira de Futebol. Na Seleção, ele era conhecido como Pai Deni.

## Carreira
Ele foi contratado pelo Flamengo quando tinha 32 anos, levado por Cláudio Coutinho, então técnico do Flamengo, para reforçar a sua comissão técnica. Trabalhou no clube durante 42 anos.
Na Seleção Brasileira, esteve presente nas Copas do Mundo de 1998, 2002, 2006 e 2010. Deixou a Confederação Brasileira de Futebol (CBF) após Dunga ser demitido devido ao fracasso do Brasil na Copa do Mundo da África do Sul. Também esteve presente nos títulos das Copas Américas de 2004 e 2007, e das Copas das Confederações de 2005 e 2009.
Também trabalhou na Seleção Iraquiana na Copa de 1986, à época treinada por Evaristo de Macedo.

### Homenagens
Em 2021, por conta dos 40 anos de serviços prestados ao clube, ele foi homenageado pelos jogadores do Flamengo quando da comemoração do título do Campeonato Carioca, que o deixaram erguer o troféu no lugar do capitão do time, Diego Ribas.
Em 2022 foi homenageado pela torcida organizada Raça Rubro-Negra com um bandeirão e os dizeres "ídolo Denir".
Ainda em 2022, após a classificação do clube para a final da Copa Libertadores da América, Denir foi homenageado. Após o jogo, antes de iniciar a oração, Diego, um dos capitães rubro-negros, tratou de oferecer a classificação à final ao massagista e funcionário do clube há mais de 40 anos.
Em 2023, foi homenageado pelo clube, que estampou sua imagem nos ingressos do jogo de estreia no Brasileirão 2023, contra o Coritiba.

### Morte e homenagens póstumas
Em setembro de 2022, Denir foi diagnosticado com um tumor no cérebro, após passar mal no CT Ninho do Urubu e ser levado a um hospital. Passou por uma cirurgia para a retirada do tumor. Logo depois, chegou a receber alta para fazer tratamento em casa e fazia visitas esporádicas ao Ninho do Urubu. Em 1 de janeiro de 2024, vitimado por complicações dessa doença, ele morreu, aos 75 anos.
Figura querida do futebol carioca, sua morte foi lamentada por vários clubes cariocas, como Vasco da Gama, Botafogo, Fluminense, por personalidades do esporte, pela Federação de Futebol do Estado do Rio de Janeiro (FFERJ) e pela CBF.